# Моя собачья жизнь
«Моя собачья жизнь» (швед. «Mitt liv som hund») — художественный фильм, снятый шведским режиссёром Лассе Халльстрёмом по одноимённому роману Рейдара Йёнссона в 1985 году.
Обладатель премии «Золотой глобус» в категории «лучший фильм на иностранном языке» 1987 года.

## Сюжет
Действие фильма происходит в Швеции конца 1950-х годов. Мать двенадцатилетнего подростка Ингемара страдает тяжёлым заболеванием. Отец работает по контракту за границей, а старший брат ненамного старше Ингемара. Дядя взял его к себе на лето, и мальчик открыл для себя новый мир, так непохожий на его прежнюю городскую жизнь. После смерти матери повзрослевший Ингемар возвращается в деревню — к тем людям, что стали ему близки и любимы.

## В ролях
- Антон Гланзелиус — Ингемар
- Анки Лиден — мать
- Томас фон Брёмссен — Гуннар
- Мелинда Киннаман — Сага
- Кикки Рундгрен — Улла
- Леннарт Юльстрём — художник
- Лейф Эриксон — Сандберг
- Дидрик Густавссон — Арвидссон
- Ральф Карлссон — Гарри

## Награды и номинации
- Премия «Оскар» за лучшую режиссуру (Лассе Халльстрём, номинация)
- Премия «Оскар» за лучший адаптированный сценарий (номинация)
- Премия BAFTA за лучший фильм на иностранном языке (номинация)
- Премия «Бодил» за лучший европейский фильм (победитель)
- Премия Общества кинокритиков Бостона за лучший иностранный фильм (победитель)
- Награда Американской гильдии режиссёров за лучшие достижения в режиссуре кино (номинация)
- Премия «Золотой глобус» за лучший фильм на иностранном языке (победитель)
- Премия «Золотой жук» за лучший фильм (победитель)
- Премия «Золотой жук» за лучшую мужскую роль (победитель)
- Премия «Независимый дух» за лучший фильм на иностранном языке (победитель)
- Международный фестиваль фильмов для детей и юношества «Лукас». Приз детского раздела (победитель)
- Премия Общества кинокритиков Нью-Йорка за лучший иностранный фильм (победитель)
- Премия Robert Festival за лучший иностранный фильм (победитель)
- Награда Международного кинофестиваля в Сиэтле за лучший фильм (победитель)
- Премия «Молодой актёр» за лучший семейный иностранный фильм (победитель)
- Премия «Молодой актёр» за лучшую мужскую роль (Антон Гланзелиус, победитель)
- Премия «Молодой актёр» за лучшую женскую роль (Мелинда Киннаман, победитель)